# Янгунит
Янгунит (англ. Janggunite) — минерал, гидроксид магния, названный по месту обнаружения (шахта Янгун в Северной Корее).

## Свойства
Янгунит — минерал чёрного цвета с тусклым блеском. Имеет твердость по шкале Мооса 2-3, плотность — 3.59. Спайность весьма совершенная в одном направлении. Янгунит — ломкий минерал, в отраженном свете имеет серовато-белый переходящий в серый цвет. Открыт в 1976 году.

## Название на других языках
- немецкий — Janggunit
- испанский — Janggunita
- английский — Janggunite